# 미하엘 슈마허
미하엘 슈마허(Michael Schumacher, 1969년 1월 3일 ~ )는 독일의 자동차 경주 선수이다. 포뮬러 원 역사상 가장 많은 기록을 경신하고, 가장 많은 챔피언쉽을 차지하였다.
1984년, 15세의 나이로 독일 카트 주니어 대회에서의 우승을 시작으로 포뮬러 원 대회에서 베네통 포뮬러 소속으로 1994년과 1995년 연속 우승, 1996년 스쿠데리아 페라리로 팀을 옮긴 후 2000년 ~ 2004년 연속 우승을 차지하였고, 2006년을 끝으로 F1에서 은퇴하였다.
은퇴 후 취미삼아 독일 국내 모터사이클 레이스인 IDM Superbike 시리즈에 출전하고 있었지만, 2009년 스쿠데리아 페라리 소속 펠리피 마사가 헝가리GP에서 다른차의 바퀴에서 빠져나온 서스펜션에 머리를 맞아 두개골이 골절되는 중상을 입자 잠시 복귀할 예정이었다. 하지만 슈마허 역시 2009년 초에 모터사이클 사고로 입은 목 부상으로 계획을 취소하게 되었다. 이후 2010년 브론 GP를 인수하여 창단된 메르세데스 GP에 현역으로 복귀하였으며, 2012년 10월 4일 일본 그랑프리 기자회견을 통해 두 번째 은퇴를 선언, 13위로 마감하며 현역에서 은퇴하였다.
미하엘 슈마허는 슈미(Schumi)라는 닉네임으로 통하기도 하며, 동생은 F1 선수였던 랄프 슈마허(Ralf Schumacher)이다. 현재 부인과 아들 한 명, 딸 한 명의 자녀를 두었다.
2013년 12월 29일, 슈마허는 당시 14살이었던 아들 믹 슈마허와 프랑스 알프스의 메리벨 스키장에서 스키를 타고 내려오다 넘어져서 바위에 머리를 부딪히는 사고를 당했다. 스키 헬멧을 썼음에도 심각한 머리부상을 당했으며, 외상성 뇌손상으로 인해 혼수상태에 빠졌다가 6개월만에 의식을 되찾았다.
이후 재활을 위해 스위스 로잔의 보 칸톤(州) 주립대학 중앙병원(CHUV)에 옮겨졌다가 스위스의 집으로 옮겨 대중이 보지 않는 곳에서 재활치료를 계속 하였다. 간간히 주변 측근들에 의해 상태가 호전되고 있다는 보도가 나오기도 했다. 6년간 침대에서 생활했던 슈마허는 가족들의 목소리 등에 표정으로 반응하긴 했지만 크게 나아지는 부분이 없자 2019년 9월 10일 프랑스 파리의 유럽 조르주 퐁피두 병원으로 비밀리에 후송되어 줄기세포 치료를 받고있는 중이다. 뉴스에 의하면 두뇌가 반응을 의식해서 슬픈 이야기를 하면 울거나, 자력으로 고개를 돌리거나, 엄지손가락 등을 움직일 수 있는 상태까지 왔다고 한다.

## 포뮬러 원기록
| 시즌 | 레이싱카-엔진         | 경기 횟수 | 폴 (Poles) | 우승 | 시상대 등단횟수 | 점수 | 결과   |
| ---- | --------------------- | --------- | ---------- | ---- | --------------- | ---- | ------ |
| 1991 | 조단-포드 베네통-포드 | 6         | 0          | 0    | 0               | 4    | 14위   |
| 1992 | 베네통-포드           | 16        | 0          | 1    | 8               | 53   | 3위    |
| 1993 | 베네통-포드           | 16        | 0          | 1    | 9               | 52   | 4위    |
| 1994 | 베네통-포드           | 14*       | 6          | 8    | 10              | 92   | 우승   |
| 1995 | 베네통-르노           | 17        | 4          | 9    | 11              | 102  | 우승   |
| 1996 | 페라리                | 16        | 4          | 3    | 8               | 59   | 3위    |
| 1997 | 페라리                | 17        | 3          | 5    | 8               | 78   | 실격** |
| 1998 | 페라리                | 16        | 3          | 6    | 11              | 86   | 2위    |
| 1999 | 페라리                | 10***     | 3          | 2    | 6               | 44   | 5위    |
| 2000 | 페라리                | 17        | 9          | 9    | 12              | 108  | 우승   |
| 2001 | 페라리                | 17        | 11         | 9    | 14              | 123  | 우승   |
| 2002 | 페라리                | 17        | 7          | 11   | 17              | 144  | 우승   |
| 2003 | 페라리                | 16        | 5          | 6    | 8               | 93   | 우승   |
| 2004 | 페라리                | 18        | 8          | 13   | 15              | 148  | 우승   |
| 2005 | 페라리                | 19        | 1          | 1    | 5               | 62   | 3위    |
| 2006 | 페라리                | 18        | 7          | 4    | 12              | 121  | 2위    |
| 2010 | 메르세데스            | 19        | 0          | 0    | 0               | 72   | 9위    |
| 2011 | 메르세데스            | 19        | 0          | 0    | 0               | 76   | 8위    |
| 2012 | 메르세데스            | 19        | 0          | 0    | 1               | 49   | 13위   |

- * 1994년 영국 그랑프리에서 흑색기 위반으로 두 경기 출장 금지.
- ** 1997년 드라이버 챔피언십을 우승할 수 있었으나, 유럽 그랑프리에서 자신을 추월하려는 머신을 고의로 추돌해 실격 처리.
- *** 1999년 영국 그랑프리에서 브레이크 파열로 오른쪽 다리가 부러지고, 유리조각이 오른쪽 발목에 뚫고 들어와 깊이 4cm로 베이는 부상을 당함. 6개 경주에 출장하지 못함.

## 같이 보기
- 포뮬러 원
- 후안 마누엘 판히오